# Mount Invincible
Mount Invincible är ett berg i Kanada.   Det ligger i provinsen Alberta, i den centrala delen av landet, 3 000 km väster om huvudstaden Ottawa. Toppen på Mount Invincible är 2 257 meter över havet.
Terrängen runt Mount Invincible är kuperad åt nordost, men åt sydväst är den bergig. Terrängen runt Mount Invincible sluttar österut.Trakten runt Mount Invincible är nära nog obefolkad, med mindre än två invånare per kvadratkilometer.. Det finns inga samhällen i närheten. 
I omgivningarna runt Mount Invincible växer i huvudsak barrskog.